# Naturschutzgebiet Sticklenberg / Schwarze Haupt

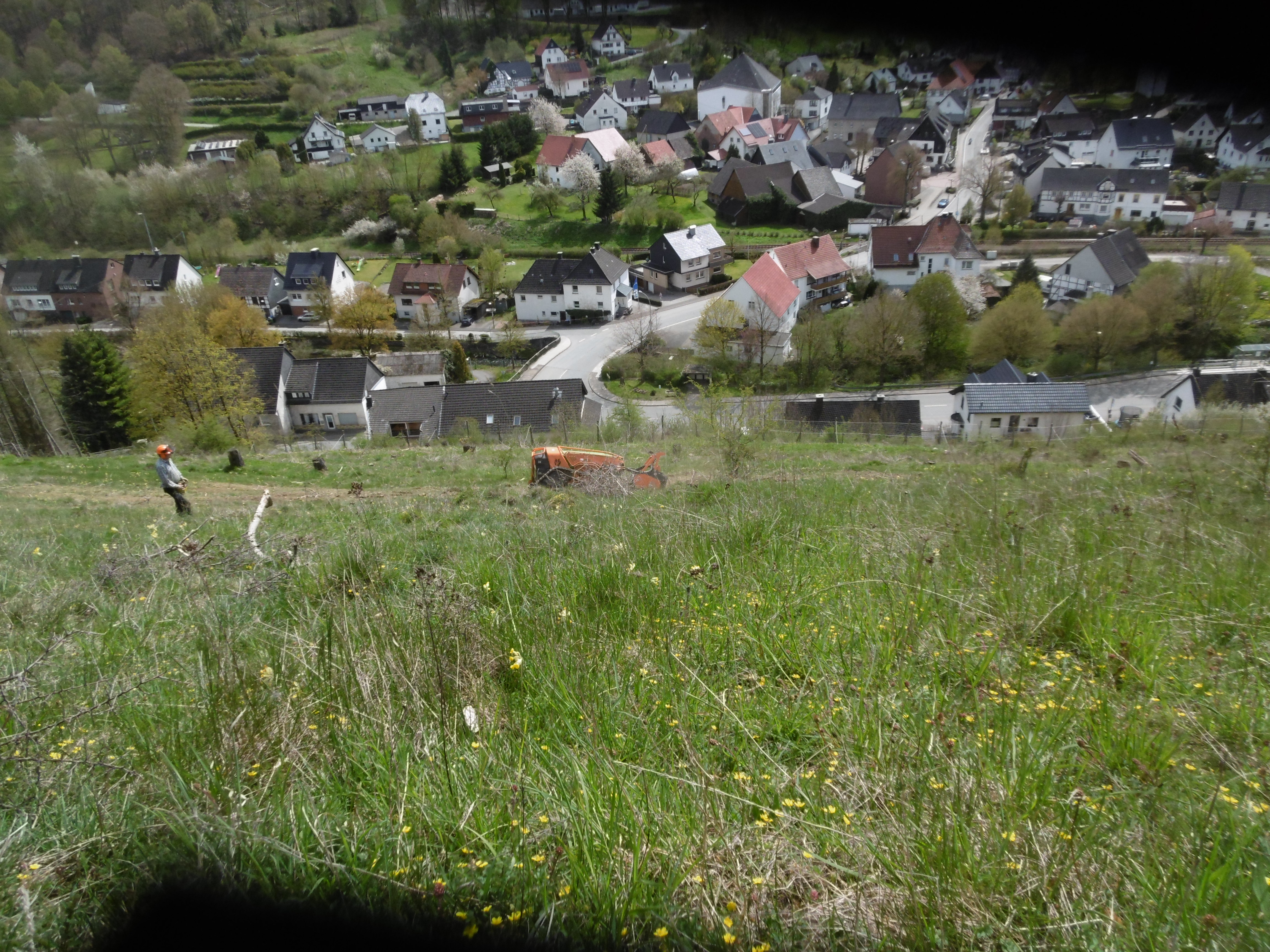
Mucheinsatzes mit einem MBD Green Climber im Mai 2023

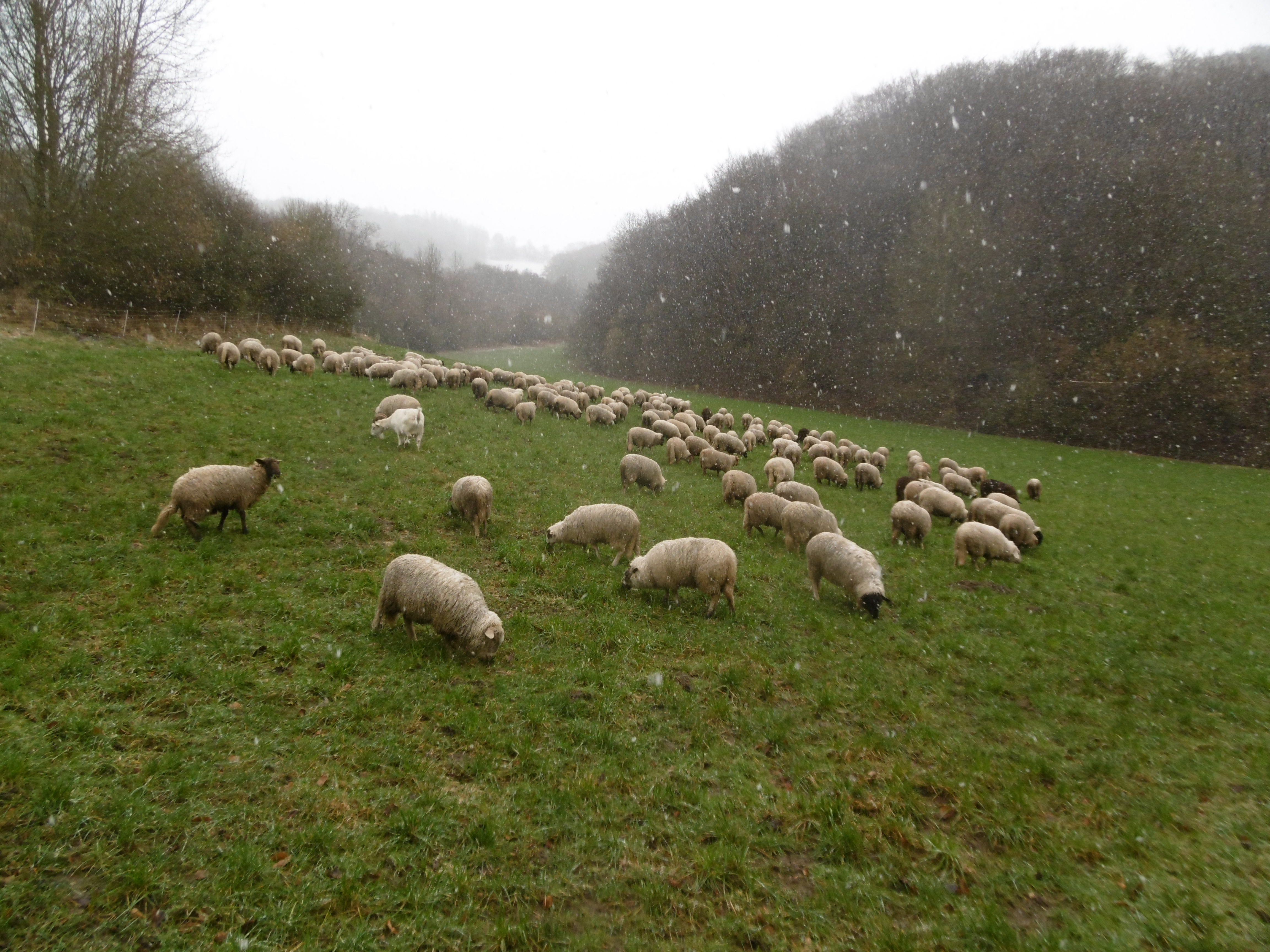
Schafherde

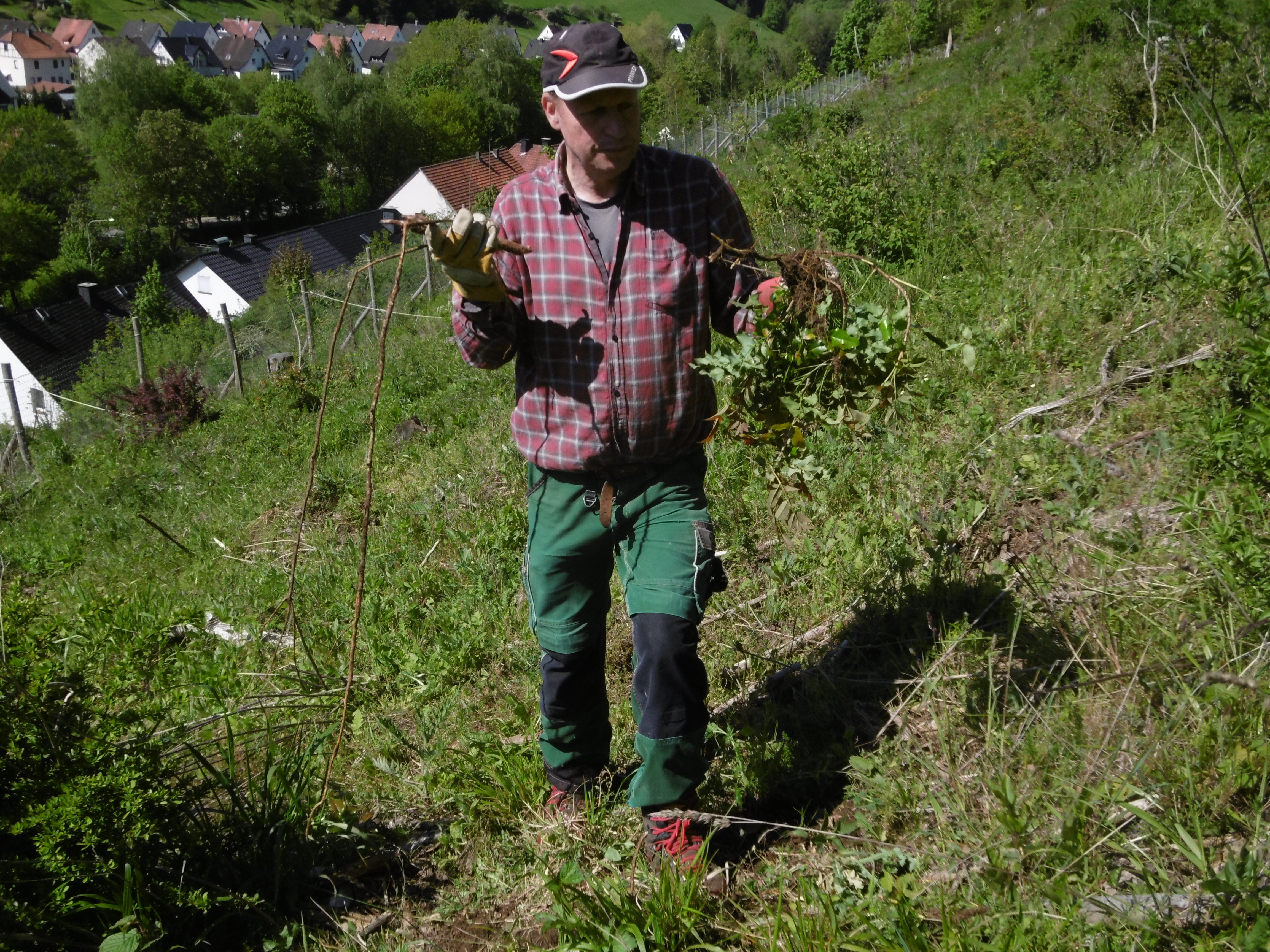
Bei Bekämpfungsaktion der Biologischen Station Hochsauerlandkreis gegen die Gewöhnliche Mahonie im NSG ausgehackte Pflanze

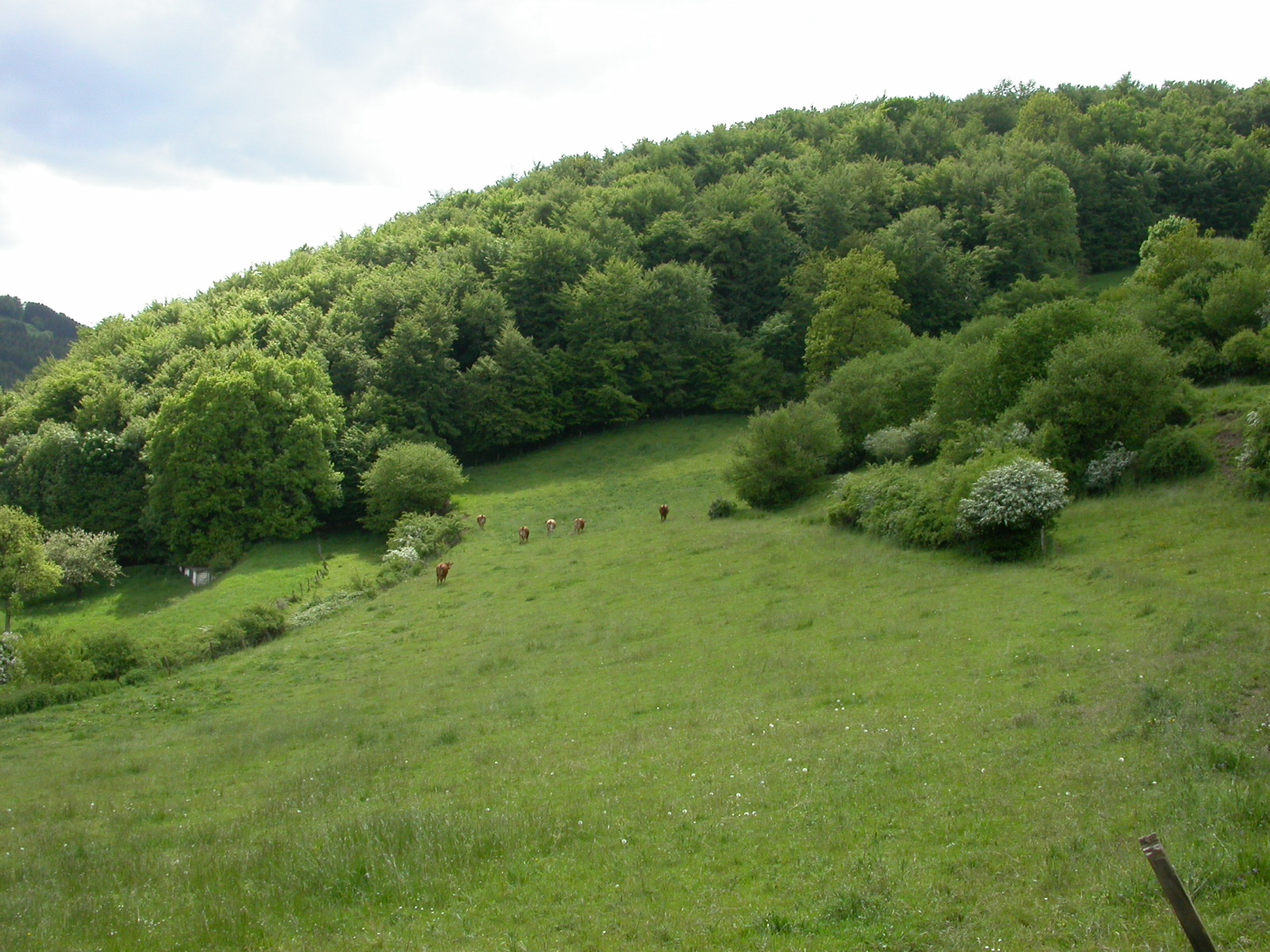
Ostrand des Schutzgebietes

Das Naturschutzgebiet Sticklenberg / Schwarze Haupt mit einer Größe von 68,4 ha liegt nördlich und westlich von Messinghausen im Stadtgebiet von Brilon. Das Gebiet wurde 2008 mit dem Landschaftsplan Hoppecketal durch den Hochsauerlandkreis als Naturschutzgebiet (NSG) ausgewiesen. Das NSG gehört zum großen Teil zum FFH-Gebiet Kalkkuppen bei Brilon (DE 4617-303). Die Straße K 61 zerschneidet das Gebiet. Das NSG geht bis an den Siedlungsbereich von Messinghausen. Nördlich grenzt direkt das Naturschutzgebiet Egge an. Das NSG gehört seit 2023 zum Vogelschutzgebiet Diemel- und Hoppecketal mit angrenzenden Wäldern.

## Gebietsbeschreibung
Beim NSG handelt es sich um den südexponierten Hang vom Sticklenberg und von Teilen des südexponierten Hangs des Berges Schwarze Haupt zum Hoppecketal. Das NSG umfasst aber auch seinen westexponierten Unterhang des Sticklenberg, der sich in nördliche Richtung entlang der Kreisstraße 61 zieht sowie den Bereich „Knäppe / Schwarze Haupt“ östlich der Kreisstraße.
Im NSG befindet sich nur Grünland und Wald. Zum Grünland gehören auch Magerrasen. Beim Wald handelt es sich teilweise Niederwald, um anderen Rotbuchenwald und einen Rotfichtenbestand. Im NSG kommen seltene Tier- und Pflanzenarten vor. Die seltene Pflanzenarten befinden sich im Trespen-Schwingel-Kalktrockenrasen, den Kalkfelsen mit Felsspaltenvegetation, im Orchideen-Kalk-Buchenwald und im Waldmeister-Buchenwald. Der Untergrund besteht teilweise aus den mitteldevonischen Massenkalken und teilweise aus dickbankigem Massenkalk des unteren Oberdevons. Im Bereich des Dresentales ist durch eine ehemalige, kleine Abgrabung ein geologisch schutzwürdiges Vergleichsprofil für die Mittel- /Oberdevon-Grenze aufgeschlossen. Aufgrund des Basenreichtums der Ausgangsgesteine, ihrer Flachgründigkeit, der Starkhängigkeit und weitgehend guten Besonnung des Gebietes haben sich hier Wälder und Gebüsche trockenwarmer Standorte herausgebildet, die auf Teilflächen aufgrund früherer landwirtschaftlicher Nutzungen durch artenreiche Trockenrasen bzw. Magerwiesen und -weiden ersetzt sind. Im Gebiet kommen viele Pflanzenarten vor, die zum großen Teil selten und stark gefährdet sind. Im NSG kommen die Lebensraumtypen des Anhangs I der Fauna-Flora-Habitat-Richtlinie Trespen-Schwingel-Kalktrockenrasen, Kalkfelsen mit Felsspaltenvegetation, Orchideen-Kalk-Buchenwald und Waldmeister-Buchenwald vor.
Es wurde Blumen- und Krautarten wie Acker-Hornkraut, Acker-Kratzdistel, Acker-Witwenblume, Ampfer-Grünwidderchen, Aufgeblasenes Leimkraut, Blut-Johannisbeere, Blutwurz, Braunstieliger Streifenfarn, Breitblättriger Thymian, Dornige Hauhechel, Dreinervige Nabelmiere, Echte Nelkenwurz, Echte Schlüsselblume, Echtes Labkraut, Echtes Mädesüß, Echtes Tausendgüldenkraut, Einbeere, Fieder-Zwenke, Flaumiger Wiesenhafer, Frühlings-Fingerkraut, Frühlings-Platterbse, Fuchssches Greiskraut, Gänseblümchen, Gefleckter Aronstab, Gelbes Sonnenröschen, Gemeiner Odermennig, Gemeine Schafgarbe, Gewöhnlicher Dornfarn, Gewöhnlicher Glatthafer, Gewöhnlicher Teufelsabbiss, Gewöhnlicher Tüpfelfarn, Gewöhnliches Ferkelkraut, Golddistel, Gras-Sternmiere, Heidelbeere, Horst-Rotschwingel, Kleinblütige Königskerze, Kleine Bibernelle, Kleine Braunelle, Kleiner Sauerampfer, Kleiner Wiesenknopf, Kleines Habichtskraut, Kletten-Labkraut, Knäuel-Glockenblume, Knoblauchsrauke, Knolliger Hahnenfuß, Kriechende Hauhechel, Kriechender Hahnenfuß, Magerwiesen-Margerite, Maiglöckchen, Mittlerer Wegerich, Nesselblättrige Glockenblume, Oregano, Purgier-Lein, Quirlblättrige Weißwurz, Rundblättrige Glockenblume, Schaf-Schwingel,  Scharfer Hahnenfuß, Seidelbast, Skabiosen-Flockenblume, Spitzlappiger Frauenmantel, Spitzwegerich, Tauben-Skabiose, Vogel-Nestwurz, Wald-Bingelkraut, Waldgerste, Waldmeister, Wald-Ziest, Wald-Zwenke, Weiße Schwalbenwurz, Weißliche Hainsimse, Wiesen-Bocksbart, Wiesen-Flockenblume, Wiesen-Goldhafer, Wiesen-Kerbel, Wiesen-Labkraut, Wiesen-Pippau, Wiesen-Platterbse, Wiesen-Schwingel, Wilde Möhre und Zweiblättrige Schattenblume nachgewiesen.
Der Landschaftsplan führt zum  Erhaltungszustand des NSG auf: „Der Erhaltungszustand der genannten Lebensraumtypen bzw. Artenbestände ist im Gebiet als günstig anzusehen, so dass das Schwergewicht der Schutzfestsetzung in der Erhaltung dieses Zustandes, weniger in einer Wiederherstellung eines aktuell ungünstigen Erhaltungszustandes liegt.“

## Spezielle Schutzmaßnahmen
Im NSG kaufte die Nordrhein-Westfalen-Stiftung Naturschutz, Heimat- und Kulturpflege ab 1990 im NSG Flächen an, welche vom Verein für Natur- und Vogelschutz im Hochsauerlandkreis betreut werden.

## Schutzzweck
Wie bei allen Naturschutzgebieten in Deutschland wurde in der Schutzausweisung darauf hingewiesen, dass das Gebiet „wegen der Seltenheit, besonderen Eigenart und Schönheit des Gebietes“ zum Naturschutzgebiet wurde.
Der Landschaftsplan führt zum NSG auf: „Erhaltung der hier nachgewiesenen, artenreichen Lebensgemeinschaften der Nieder- und sonstigen Laubwälder auf Kalk sowie ihrer Ersatzgesellschaften, die auf eine extensive landwirtschaftliche Nutzung zurückgehen einschließlich ihrer Wiederherstellung durch Rückführung der Fehlbestockung im Osten; Sicherung der besonderen Eigenart und Schönheit dieses Kuppenbereichs am Rande der ‚Padberger Schweiz‘; Ergänzung und tlw. Verbindung der ähnlich strukturierten Naturschutzgebiete unter den Festsetzungsziffern 2.1.20 und -21, wodurch insgesamt ein biologisch wirksamer Schutz selten gewordener Tier- und Pflanzenarten ermöglicht wird. Der Niederwald ist schließlich – auch im ‚durchgewachsenen‘ Zustand – landeskundlich interessant, da diese Waldnutzungsform im Plangebiet kaum noch verbreitet ist. Ein kleiner Teilbereich ist aus erdgeschichtlichen und wissenschaftlichen Gründen schutzwürdig […]. Wesentlicher Schutzzweck ist auch die Sicherung des ökologischen Netzes ‚Natura 2000‘ im Sinne der FFH-RL, dem die hier wirksamen Ge- und Verbote des allgemeinen Festsetzungskataloges unter 2.1 ebenso dienen wie das unten formulierte festsetzungsspezifische Gebot.“